# Museo diocesano di arte moderna Dedalo Montali
Il Museo diocesano d'arte moderna "Dedalo Montali" di Rodello (Cuneo), inaugurato il 20 settembre 2003, ha sede presso la Chiesa dell'Immacolata Concezione (1750) e La Residenza, un centro di servizi e casa di soggiorno per anziani. I due siti museali ospitano la collezione di opere pittoriche e scultoree del pittore sardo Dedalo Montali (Cagliari, 1909 - Rodello, 2001), su iniziativa di Taja Satta Montali, moglie dell'artista, e di Mario Battaglino per volontà dello stesso Montali. 

## Opere
Nelle due sedi espositive  sono visibili: 
- le opere di Dedalo Montali, suddivise in periodi cronologici e tematici, e il suo lavoro nella Cappella papa Giovanni XXIII;
- i dipinti d'arte contemporanea di Ruggeri, Ramella, Morino, Sandri e Simondo, giovani pittori piemontesi dell'Accademia Albertina di Torino, che tra il 1964 e il 1965 su invito del parroco, don Mario Battaglino, si espressero su tematiche figurative religiose.